# Municipio de Cotton Grove
El municipio de Cotton Grove (en inglés: Cotton Grove Township) es un municipio ubicado en el  condado de Davidson en el estado estadounidense de Carolina del Norte. En el año 2010 tenía una población de 9.066 habitantes.

## Geografía
El municipio de Cotton Grove se encuentra ubicado en las coordenadas 35°44′36.01″N 80°15′55.95″O / 35.7433361, -80.2655417.